# Relaciones Nigeria-Venezuela
Las relaciones Nigeria-Venezuela se refieren a las relaciones internacionales que existen entre Nigeria y Venezuela. Ambos países son miembros de la Organización de Países Exportadores de Petróleo (OPEP).

## Historia
Las relaciones diplomáticas entre Nigeria y Venezuela fueron establecidas en 1965.
En noviembre de 1968, el Jefe del Departamento de Economía Petrolera del Ministerio de Minas e Hidrocarburo de Venezuela, Alirio Parra, visitó Nigeria.
Durante la presidencia venezolana de Rafael Caldera se realizó otra visita oficial al país.
Venezuela ha recibido a dos delegaciones de la Escuela Nacional de Defensa de Nigeria en 2009 y 2010 como parte del plan de estudio por país que realizan anualmente las cohortes de estudiantes que aspiran a altos rangos en el ministerio de defensa de Nigeria. En 2018 una delegación de la Escuela Nacional de Defensa de Nigeria visitó Venezuela y realizó una agenda de trabajó que incluyó una reunión con el viceministro para África del ministerio para relaciones exteriores de Venezuela, Yuri Pimentel.
En mayo de 2018 ambos países firmaron doce acuerdos de cooperación en diversos ámbitos. El 6 de septiembre del mismo año Venezuela expresó su rechazo ante un atentado terrorista a una base militar en el norte de Nigeria perpetrado por Boko Haram.
En agosto de 2019, el embajador de Venezuela ante Nigeria, David Velásquez, entregó sus cartas de credenciales al presidente Muhammadu Buhari en una reunión diplomática celebrada en la Casa de Estado en Abuya. El canciller venezolano, Jorge Arreaza, y el presidente Buhari, se reunieron el 24 de septiembre durante el 74° período de sesiones de la Asamblea General de las Naciones Unidas.
En julio de 2021 el nuevo embajador de Nigeria ante Venezuela, Olorundare Phillip Awoniyi, entregó sus cartas credenciales ante Nicolás Maduro. El 15 de septiembre, los cancilleres de Venezuela, Félix Plasencia, y de Nigeria, Geoffrey Onyeama, mantuvieron una conversación telefónica. Durante el 76° periodo de sesiones de la Asamblea General de las Naciones Unidas, los cancilleres se reunieron el 22 de septiembre y discutieron los preparativos para una primera Comisión Mixta Bilateral entre ambos países.

## Misiones diplomáticas
- Nigeria cuenta con una embajada en Caracas.[12]
- Venezuela cuenta con una embajada en Abuya.[13]